# 鉄門 (ドナウ川)

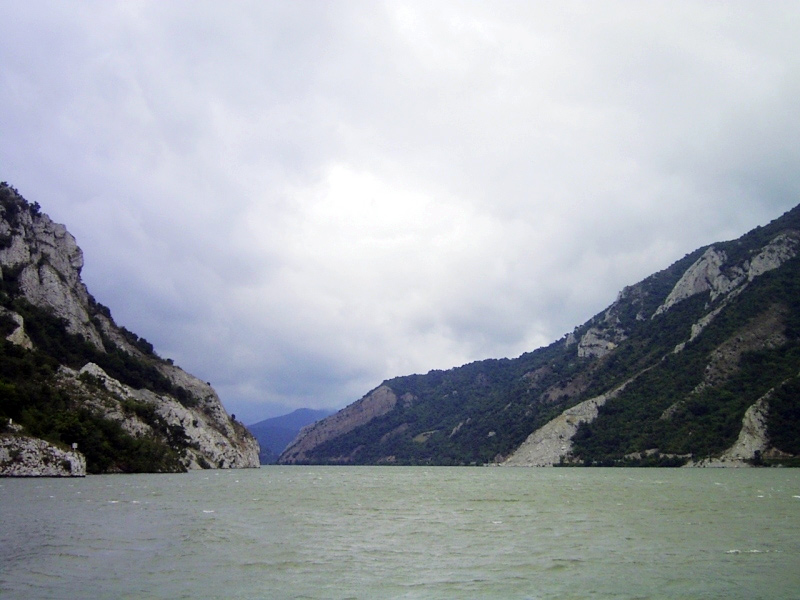
ドナウ川の鉄門

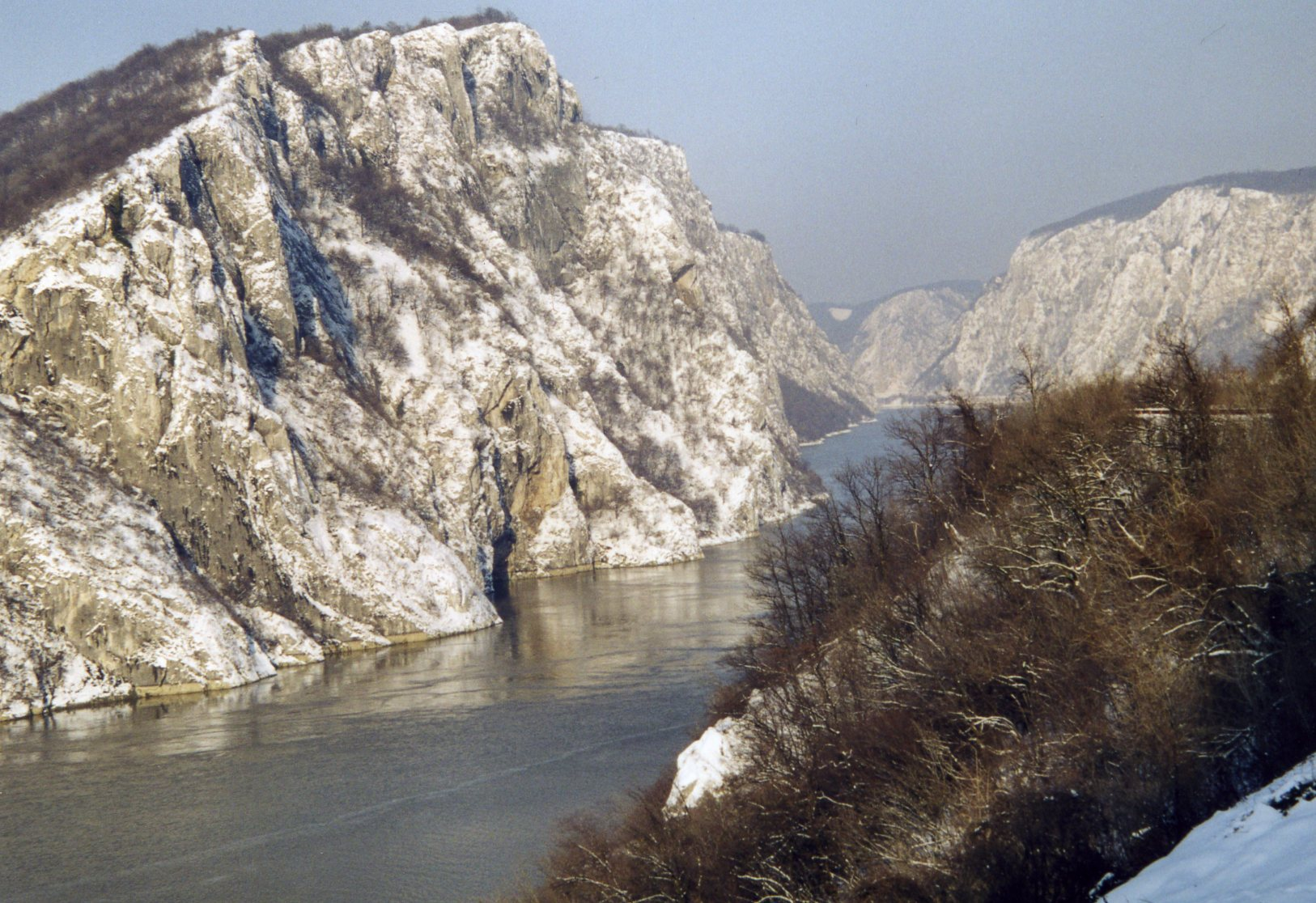
カザン渓谷

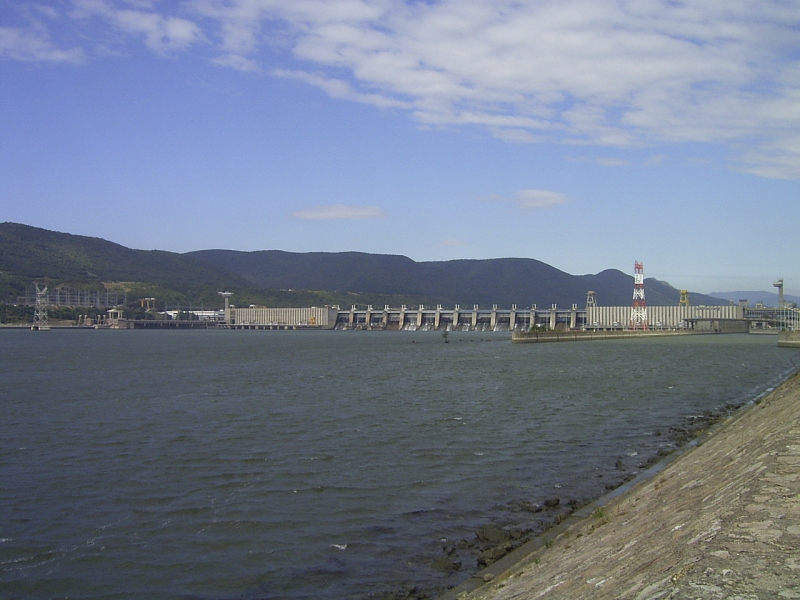
鉄門ダム

鉄門（てつもん/ポルツィレ・デ・フィエル、ルーマニア語: Porțile de Fier、セルビア語: Ђердапска клисура / Đerdapska klisura、ハンガリー語: Vaskapu-szoros、ドイツ語: Eisernes Tor、英語: Iron Gates）とはドナウ川がカルパティア山脈を横断する部分の峡谷。セルビア・ルーマニア国境の一部をなす。広義には、134 kmからなる渓谷であり、狭義には東端部のみを指す。東端部はルーマニアの都市オルショヴァの郊外にあり、現在は水力発電目的のダムが建設されている。
景勝地として著名である。鉄門の周辺は湿地帯となっており、ヨシ、ヤナギ、ヨーロッパハンノキなどの植物が生え、カタシロワシ、ヨーロッパスズガエル、コチョウザメ、ユーラシアカワウソ、アジサシ、ハシグロクロハラアジサシなどが生息している。ルーマニアの鉄門自然公園は2009年に、セルビアの鉄門付近は2020年にラムサール条約登録地となった。また、2020年にセルビア国内の部分がユネスコ世界ジオパークに指定される。
ダムはルーマニア・ユーゴスラビアの共同事業で、治水を目的に1964年に建設が開始された。1972年に完成、二つの水力発電所と二つの水門が付随している。